# Samtal om lantbruket
Samtal om lantbruket är en bok om jordbruk skriven cirka 30 f.Kr. av Marcus Terentius Varro. Den latinska originaltiteln förekommer i varianterna Res rusticae ("Lantbruket"), Rerum rusticarum libri tres ("Tre böcker om lantbruket") eller De re rustica ("Om lantbruket"). (De re rustica är också en av titlarna på Columellas främsta verk.)
Varros bok är både baserad på då känd kunskap och på hans egna erfarenheter, och är skrivet i dialogform. Varro skriver själv om textens innehåll att ”detta kommer att hämtas från tre rötter: det jag själv iakttagit på mina egendomar under odlingen, det jag läst och det jag hört av erfarna odlare.”
2015 gav Kungliga Skogs- och Lantbruksakademien ut Samtal om lantbruket i svensk översättning, i en volym tillsammans med Cato den äldres Om jordbruket och tolv nyskrivna lantbrukshistoriska artiklar.